# Keaton McCargo
Keaton McCargo (Telluride (Colorado), 10 juli 1995) is een Amerikaanse freestyleskiester, gespecialiseerd op het onderdeel moguls. Ze vertegenwoordigde haar vaderland op de Olympische Winterspelen 2018 in Pyeongchang.

## Carrière
Bij haar wereldbekerdebuut, in januari 2013 in Lake Placid, scoorde McCargo direct wereldbekerpunten. In januari 2014 behaalde ze in Lake Placid haar eerste toptienklassering in wereldbekerwedstrijd. Op de wereldkampioenschappen freestyleskiën 2015 in Kreischberg eindigde de Amerikaanse als twaalfde op het onderdeel moguls en als dertiende op het onderdeel dual moguls. In december 2016 stond McCargo in Ruka voor de eerste maal in haar carrière op het podium van een wereldbekerwedstrijd. In de Spaanse Sierra Nevada nam ze deel aan de wereldkampioenschappen freestyleskiën 2017. Op dit toernooi eindigde ze als achtste op het onderdeel moguls en als tiende op het onderdeel dual moguls. Tijdens de Olympische Winterspelen van 2018 in Pyeongchang eindigde de Amerikaanse als achtste op het onderdeel moguls.

## Resultaten

### Olympische Winterspelen
| Jaar | Plaats      | Resultaten |
| ---- | ----------- | ---------- |
| 2018 | Pyeongchang | 8e Moguls  |

### Wereldkampioenschappen
| Jaar | Plaats        | Resultaten                 |
| ---- | ------------- | -------------------------- |
| 2015 | Kreischberg   | 13e Dual Moguls 12e Moguls |
| 2017 | Sierra Nevada | 10e Dual Moguls 8e Moguls  |

### Wereldbeker
Eindklasseringen
| Seizoen   | Algm | MO  |
| --------- | ---- | --- |
| 2012/2013 | 221e | 50e |
| 2013/2014 | 104e | 24e |
| 2014/2015 | 37e  | 11e |
| 2015/2016 | 84e  | 20e |
| 2016/2017 | 39e  | 6e  |
| 2017/2018 | 30e  | 8e  |